# شركة الشرق للبحوث والتدريب
شركة الشرق للبحوث والتدريب انشات أول شركة عراقية في 2007 متخصصة بالبحث العلمي واعداد استطلاعات الراي العام في العراق، أسسها الدكتور هيثم نعمان أحد اساتذة كلية الاعلام في جامعة بغداد مع نخبة من الباحثيين العراقيين، ولقد استطاعت هذة الشركة ان تؤسس شراكات على المستوى العالمي، حيث اعتمد البنك الدولي على شركة الشرق بدلا من المؤوسسات الحكومية العراقية في اعداد دراستة الاقتصادية والمصرفية وبحوث القطاع الخاص، كما أصبحت الشركة عضوة مع الجمعية العالمية لباحثي الراي العام، وشريكة مع معهد غالوب المعروف عالميا، والمعهد العربي الأمريكي الذي يراسة الدكتور جيمس زوغبي.